# Aegapheles kwazulu
Aegapheles kwazulu là một loài chân đều trong họ Aegidae. Loài này được Bruce miêu tả khoa học năm 2004.